# Stemmer (film)
|  | Denne artikel er oprettet af botten PalnaBot ud fra en ekstern database. Den kan derfor have sproglige fejl eller mangler. Denne skabelon kan fjernes efter kontrol af indholdet. |

Stemmer er en eksperimentalfilm instrueret af Trine Vester efter eget manuskript.

## Handling
Et eksperiment i abstrakt computer-animation over de indre billeder i stemmer og stemninger. 8 korte lydsekvenser af menneskelig verbal kommunikation med en rå og abstrakt computeranimation, der forholder sig direkte til lydenes følelses- og stemningskabende evner. Stemmer er anden del af trilogien: Larm/Stemmer/Stilhed ' et forsøg på at frigøre forskellige reallydes indre ressonansbilleder.